# ザ・コアーズ
ザ・コアーズ (The Corrs) は、アイルランド出身のフォーク・ロック・バンド。コアー兄妹（姉妹3人とその兄）により1990年に結成され、1995年にレコード・デビューした。2005年に活動を休止したが、2015年より活動を再開している。
アイルランドの伝統的なケルト・サウンドとモダンなポップスを見事に融合させたサウンドが世界中で支持を受けている。

## 歴史
映画『ザ・コミットメンツ』 (1991) のオーディションを受けるため結成（兄妹全員が出演）。映画でミュージック・アドバイザーをしていたジョン・ヒューズ（後にザ・コアーズのマネージャーとなる）に目を付けられ、デヴィッド・フォスターに紹介される。そこでアコースティックのパフォーマンスを披露して認めてもらい、彼のレーベルである143 レコードと契約することとなる。
1995年にフォスター自らプロデュースを担当してアルバム『遙かなる想い』でデビューし、世界中の売り上げがいきなり450万枚を超え、セリーヌ・ディオンが行った1996年のワールド・ツアーに前座で参加するという幸運を手に入れる。それに先立つ1994年にはアメリカ大使の招待によりFIFAワールドカップでパフォーマンスし、それがきっかけで143レコードの親会社アトランティック・レコードとも契約している。
ヒット・プロデューサーのグレン・バラードを加えたアルバム『トーク・オン・コーナーズ』（1997年）も前作の人気を引き継ぐ大ヒットとなり、各国でチャート1位を獲得する。その後MTVアンプラグドの収録を1999年10月5日に行い、これも世界的なヒットとなる。この頃には累計売上が1,000万枚を越えており、人気は揺るぎないものとなっていた。
世界各地で大きな人気を得ていたザ・コアーズだが、アメリカ市場ではアイルランド系人を中心とした人気に留まっていた。アルバム『イン・ブルー』（2000年）では多数のポピュラー・ヒット作を出しているロバート・ジョン・"マット"・ラングがプロデューサーとして参加してよりキャッチーな音楽性となり、シングル「ブレスレス」の全英No.1ヒットに引っ張られるようにアメリカを含む全27か国でプラチナ・ディスクとなる出世作となる。『イン・ブルー』からは、「ブレスレス」が第43回グラミー賞の最優秀ポップ・パフォーマンス部門にノミネートされ、収録曲「レベル・ハート」は最優秀ポップ・インストゥルメンタル・パフォーマンス部門にノミネートされた。
アルバムとツアーを大成功させた後、バンドは休息に入る。ジムは飛行機操縦の免許を取り、シャロンは家庭を持ち、キャロラインは出産し、アンドレアは映画に携わった。
再びバンドが集結し、アルバム『ボロウド・ヘヴン』（2004年）の制作に入る。プロデューサーとしてラングの下で働いていたオレ・ロモが参加し、前々作までのケルティック・フォークの色彩を取り戻したサウンドが旧来のファンと新しいファン双方に受け入れられ、大きくヒットした。収録曲「サマー・サンシャイン」が、日本のコンビニエンスストアセブンイレブン店内のBGMに使用されたことがある。
2005年にはLive 8に出演し、同年9月に発表したアルバム『ホーム』は故郷アイルランドの伝統的な民謡を中心に収録したカバー・アルバムとなった。キャロラインの発案により制作を開始したアルバムは、バンドのファンでもあった母（1999年他界）へのトリビュート・アルバムでもある。また同年にはコンサートを通じたチャリティが評価されたことで駐アイルランド大使より大英帝国勲章の打診があり、これを4人全員が受諾してエリザベス2世より勲章が授与された。
ザ・コアーズは2005年よりバンドとしての活動を休止し、その間にアンドレアとシャロンはソロ活動を行った。そして2015年に活動を再開し、10月にシングル「ブリング・オン・ザ・ナイト」、11月に10年ぶりの新作アルバム『ホワイト・ライト』を発表した。さらに2017年11月に、新作アルバム『ジュピター・コーリング』を発表する。

## メンバー
- ジム・コアー （Jim Corr） (長男) - ギター、キーボード、ピアノ
- シャロン・コアー （Sharon Corr） (長女) - ヴァイオリン、バックボーカル
- キャロライン・コアー （Caroline Corr） (次女) - ドラムス/パーカッション（バウローン、タンバリン）、ピアノ、バックボーカル
- アンドレア・コアー （Andrea Corr） (三女) - リード・ヴォーカル、ティン・ホイッスル

## ディスコグラフィー

### スタジオ・アルバム
| 年                                        | タイトル                | アルバム詳細 | チャート最高位 | チャート最高位 | チャート最高位 | チャート最高位 | チャート最高位 | チャート最高位 | チャート最高位 | チャート最高位 | チャート最高位 | チャート最高位 | 認定 |
| 年                                        | タイトル                | アルバム詳細 | IRE            | AUS            | AUT            | CAN            | FRA            | GER            | NLD            | SPA            | UK             | US             | 認定 |
| ----------------------------------------- | ----------------------- | --- | -------------- | -------------- | -------------- | -------------- | -------------- | -------------- | -------------- | -------------- | -------------- | -------------- | --- |
| 1995                                      | Forgiven, Not Forgotten | - 発売日: 1995年9月26日 - レーベル: Atlantic, 143, Lava - フォーマット: CD, LP, cassette - 全英売上: 90万枚      | 2              | 1              | 10             | 50             | 16             | 86             | 38             | 4              | 2              | 131            | - IRE: 13× プラチナ - AUS: 9× プラチナ - CAN: プラチナ - FRA: プラチナ - SPA: 3× プラチナ - UK: 3× プラチナ - US: ゴールド                                                   |
| 1997                                      | Talk on Corners         | - 発売日: 1997年10月28日 - レーベル: Atlantic, 143, Lava - フォーマット: CD, LP, cassette - 全英売上: 296万枚    | 1              | 3              | 9              | 87             | 5              | 9              | 13             | 5              | 1              | 72             | - IRE: 20× プラチナ - AUS: 4× プラチナ - CAN: ゴールド - FRA: 2× ゴールド - GER: ゴールド - SPA: 6× プラチナ - UK: 9× プラチナ - US: ゴールド                                |
| 2000                                      | In Blue                 | - 発売日: 2000年7月17日 - レーベル: Atlantic, 143, Lava - フォーマット: CD, LP, cassette, DVD - 全英売上: 90万枚 | 1              | 1              | 1              | 5              | 2              | 1              | 2              | 1              | 1              | 21             | - IRE: 6× プラチナ - AUS: 4× プラチナ - AUT: プラチナ - CAN: プラチナ - FRA: プラチナ - GER: 3× ゴールド - NLD: ゴールド - SPA: 3× プラチナ - UK: 3× プラチナ - US: プラチナ |
| 2004                                      | Borrowed Heaven         | - 発売日: 2004年5月31日 - レーベル: Atlantic - フォーマット: CD, LP, digital download - 全英売上: 10万枚         | 1              | 4              | 5              | 21             | 5              | 2              | 4              | 2              | 2              | 51             | - AUS: プラチナ - FRA: ゴールド - GER: ゴールド - SPA: ゴールド - UK: ゴールド                                                                                               |
| 2005                                      | Home                    | - 発売日: 2005年9月26日 - レーベル: Atlantic - フォーマット: CD, LP, digital download - 全英売上: 6万枚          | 1              | 44             | 13             | —              | 5              | 12             | 15             | 8              | 14             | —              | - IRE: 3× プラチナ - FRA: プラチナ - SPA: ゴールド - UK: シルバー |
| 2015                                      | White Light             | - 発売日: 2015年11月27日 - レーベル: East West - フォーマット: CD, digital download - 全英売上: 10万枚           | 10             | 18             | 13             | —              | 28             | 11             | 17             | 25             | 11             | —              | - UK: ゴールド |
| 2017                                      | Jupiter Calling         | - 発売日: 2017年11月10日 - レーベル: East West - フォーマット: CD, LP, digital download                          | 20             | 27             | 46             | —              | 52             | 42             | 31             | 13             | 15             | —              | |
| "—"は未発売またはチャート圏外を意味する。 |                         | |                |                |                |                |                |                |                |                |                |                | |

### ライブ・アルバム
- 『ザ・コアーズ・ライヴ』 - The Corrs Live (1997年)
- 『ザ・コアーズ・アンプラグド』 - The Corrs Unplugged (1999年)
- VH1 Presents: The Corrs, Live In Dublin (2002年)
- Live in Germany 1998 (2011年)

### コンピレーション・アルバム
- 『ザ・ベスト・オブ・ザ・コアーズ』 - The Best Of The Corrs (2001年)
- 『ドリームス: アルティメット・コアーズ・コレクション』 - Dreams: The Ultimate Corrs Collection (2006年)
- The Works (2007年)
- The Irish Collection (2014年)[32]。

### シングル
- 「ランナウェイ」 - "Runaway" (1995年)
- "Forgiven Not Forgotten" (1995年)
- "The Right Time" (1995年)
- "Love to Love You" (1996年)
- "Closer" (1997年)
- 「夢の中で抱きしめて」 - "Only When I Sleep" (1997年)
- "I Never Loved You Anyway" (1997年)
- 「ホワット・キャン・アイ・ドゥ」 - "What Can I Do" (1998年)
- 「ドリームス」 - "Dreams" (1998年)
- "What Can I Do (Tin Tin Out remix)" (1998年)
- "So Young (K-Klass remix)" (1998年)
- "Runaway (Tin Tin Out remix)" (1999年)
- "Radio" (1999年)
- "Old Town" (2000年)
- 「ブレスレス」 - "Breathless" (2000年)
- "Irresistible" (2000年)
- "Give Me a Reason" (2001年)
- "All the Love in the World" (2001年)
- "Would You Be Happier" (2001年)
- "Summer Sunshine" (2004年)
- "Angel" (2004年)
- "Long Night" (2004年)
- "Heart Like a Wheel / Old Town" (2005年)
- "Goodbye" (2006年)
- "Bring on the Night" (2015年)
- "I Do What I Like" (2016年)

### 映像作品
- 『ライヴ・アット・ザ・ロイヤル・アルバート・ホール』 - The Corrs Live at the Royal Albert Hall (1998年)
- 『アンプラグド』 - The Corrs Unplugged (1999年)
- 『ライヴ・アット・ランズダウン・ロード』 - The Corrs: Live at Lansdowne Road (2000年)
- 『ライヴ・イン・ロンドン』 - The Corrs: Live in London (2001年)
- 『ベスト・オブ・ザ・コアーズ』 - The Corrs: The Best of the Corrs (2002年)
- 『オール・ザ・ウェイ・ホーム ～ ヒストリー・オブ・ザ・コアーズ』 - All the Way Home: A History of the Corrs (2005年)
- Live in germany 1998 (2011年)